# Orionteatern
Orionteatern er et svensk fringe teater i Stockholm, beliggende på Katarina Bangata 77 i bydelen Södermalm. Orionteatern er et uddannelsesteater, der har et fast samarbejde med Teaterhögskolan og Dramatiska Institutet i hovedstaden.
Derudover har det tætte forbindelser med udenlandske teatre og en omfattende udveksling af forestillinger med bl.a. Theatre de Complicité i London, Le Cirque Invisible fra Paris og The Suzuki Company fra Japan.

## Historie
Orionteatern, der blev indviet 2. december 1983, har sin oprindelse i børneteatret Modellteatern i Eskilstuna, startet op i 1972 af en teatergruppe (herunder Thomas Roos) og etablerede sig gennem mange år som et af Sveriges førende børneteatre, sågar med flere fjernsyns-produktioner såsom Med slør og sværd (1981) (bl.a. med Johan Rabaeus) og Mutt and Jeff (1982). På trods af disse succeser blev teatret tvunget til at lukke ned i Eskilstuna og søge et nyt egnet sted for teateraktiviteterne. I Södermalm fandt de løsningen i et stort, tidligere mekanisk værksted, og med flytningen skiftede gruppen navn til "Orionteatern".
Lars Rudolfsson og Stina Oscarson var i fællesskab kunstneriske ledere på teatret mellem 2004 og 2011. Stina Oscarson forlod teatret for at blive direktør for Radioteatret i 2011, mens Lars Rudolfsson forblev som tilbageværende kunstnerisk leder. Rudolfsson er fortsat leder og direktør på teatret i 2020'erne.